# 李淑香
李淑香（1951年—），辽宁庄河人，汉族，中华人民共和国政治人物、第十一届全国人民代表大会黑龙江地区代表。
毕业于黑龙江省委党校党政干部班，是中共党员。担任佳木斯市第十四届人大常委会主任。2008年起担任全国人大代表。